# Cuanza
Der Cuanza oder Kwanza ist ein 965 km langer Strom in Angola, Afrika. 

## Verlauf
Er entspringt in der Nähe von Mumbue auf etwa 1450 m Höhe im Hochland von Bié in Zentralangola und mündet in den Atlantischen Ozean: Von seiner Quelle fließt das Wasser des Cuanza zunächst in nördlicher Richtung durch die Provinz Bie, weiter in nordwestlicher Richtung als Grenzfluss der Provinzen Bie und Malange, später Cuanza Sul und Malange, sowie danach – in westlicher Richtung – Cuanza Sul und Bengo, bevor er die Provinz Cuanza Norte durchfließt. Anschließend mündet der Fluss rund 50 km südlich der Hauptstadt Angolas Luanda bei Barra do Cuanza in den Atlantik. 
Im Unterlauf ist der Cuanza für rund 250 km schiffbar. Nebenflüsse des Cuanza sind der Cutato, Luando und Lucala. Die Provinzen Cuanza Sul (Süd) und Cuanza Norte (Nord) verdanken ihre Namen dem Fluss.

## Hydrometrie
Der Abfluss würde an der Station Cambambe bei 83 % der Einzugsgebietsfläche und etwa 120 km oberhalb der Mündung in m³/s gemessen (aus Diagramm abgelesen).
Der Abfluss-Peak ist um einen Monat zu dem Niederschlags-Peak verspätet verschoben. Dies ist bedingt dadurch, dass der Pegel unterhalb der Cambambe-Talsperre liegt, und somit der Abfluss reguliert ist.

## Kraftwerke und Stauseen
Flussabwärts gesehen wird der Cuanza durch die folgenden Wasserkraftwerke aufgestaut:
| Kraftwerk | Betreiber | Max. Leistung (MW) | Stausee | Oberfläche (km²) | Volumen (Mio. m³) | Foto |
| --------- | --------- | ------------------ | ------- | ---------------- | ----------------- | ---- |
| Capanda   | ENE       | 520                | Capanda | 164              | 4.800             |      |
| Laúca     | ENE       | 2.070              | Laúca   | 188              | 5.482             |      |
| Cambambe  | ENE       | 180                |         |                  |                   |      |